# Edmond Edmont
Edmond Edmont (Saint-Pol-sur-Ternoise (departament de Pas-de-Calais, França), 1849-1926), dialectòleg francés, va ser un personatge essencial per al desenvolupament de la dialectologia, per la seva contribució a l'Atlas Linguistique de la France. Després d'exercir com a propietari d'una botiga de queviures al seu poble Saint Pol, esdevingué el col·laborador de Jules Gilliéron amb qui varen bastir l'Atlas Linguistique de la France. Fou ell la persona encarregada d'efectuar les enquestes i de fer-ne la transcripció fonètica. Així entre el 1897 i el 1902 va recórrer 639 punts d'enquesta (amb tren i bicicleta), dels quals cinc són poblacions catalanes (Arles, Cotlliure, Illa, Oleta i Ribesaltes) 
Prèviament, Edmont havia publicat un lèxic sobre el parlar normand de Saint-Pol. També va publicar poesies en normand.

## Obres
- Atlas Linguistique de la France (amb Jules Gilliéron, 1902-1910)
- Lexique Saint-polois (1897)

-Poesies
- À l'buée (1911)
- Argrets (1897)

-Divers
- Quatre légendes du pays de Saint-Pol (1902)
- Dins nos rues (1907-1926)
- L'ancien carnaval de Saint-Pol (1908)